# Luis E. Ibáñez
Luis Enrique Ibáñez Santiago, kurz Luis E. Ibáñez oder einfach nur Luis Ibáñez (* 8. November 1952 in Valencia), ist ein spanischer theoretischer Physiker, der sich mit Stringtheorie befasst.
Ibáñez ist Professor an der Autonomen Universität Madrid.
Er befasst sich insbesondere mit Phänomenologie der Stringtheorie und Branen-Theorien, das heißt deren Folgerungen für das beobachtbare Teilchenspektrum. Mit Uranga schrieb er darüber ein Standardlehrbuch.
Er ist 2012 Empfänger eines Advanced Grant der European Research Foundation.

## Schriften
- Luis E. Ibáñez, Angel M. Uranga String theory and particle physics. An introduction to string phenomenology, Cambridge University Press 2012